# 민신
민신(閔伸, ? ~ 1453년)은 조선 전기의 문신(文臣)이며, 조선국 이조판서 등을 지냈다.
단종의 충신 중 삼중신의 한명이다. 본관은 여흥(驪興)으며 호는 돈암(遯菴)이다.
그는 세종 때 형조정랑, 사헌부장령, 지사간원사, 동부승지, 좌부승지, 우승지, 좌승지, 공조참판, 형조참판, 대사헌, 동지중추원사, 이조참판, 경기도관찰사, 호조참판, 형조판서를 지냈고 문종 때 병조판서, 단종 때인 1453년 이조판서를 지냈다. 계유정난 때 살해되었다. 조선 정조 때 신원 회복되었으며 시호는 충정(忠貞)이다.

## 관련 작품

### 드라마
- 《왕과 비》 (KBS, 1998년~2000년 배우:김주영)
- 《공주의 남자》 (KBS, 2011년 배우:권태원)
- 《인수대비》 (JTBC, 2011년~2012년 배우:최한호)

## 같이 보기
- 김종서
- 황보인
- 정분
- 남지
- 성삼문
- 박팽년
- 하위지
- 이개
- 유성원
- 유응부
- 김문기
- 성승
- 김시습
- 성담수
- 남효온
- 원호
- 이맹전
- 조여
- 권절
- 이수형
- 조극관
- 민보창